# Paredes de Sigüenza
Paredes de Sigüenza település Spanyolországban, Guadalajara tartományban. Paredes de Sigüenza Alcolea de las Peñas, Barcones, Alpanseque, Valdelcubo, Sigüenza és Tordelrábano községekkel határos. Lakosainak száma 22 fő (2024).

## Népesség
A település népessége az utóbbi években az alábbiak szerint változott:
| Lakosok száma | 54   | 43   | 40   | 34   | 38   | 26   | 21   | 19   | 24   | 22   |
|               | 2001 | 2004 | 2006 | 2009 | 2011 | 2014 | 2016 | 2019 | 2021 | 2024 |